# Praga (minerální voda)

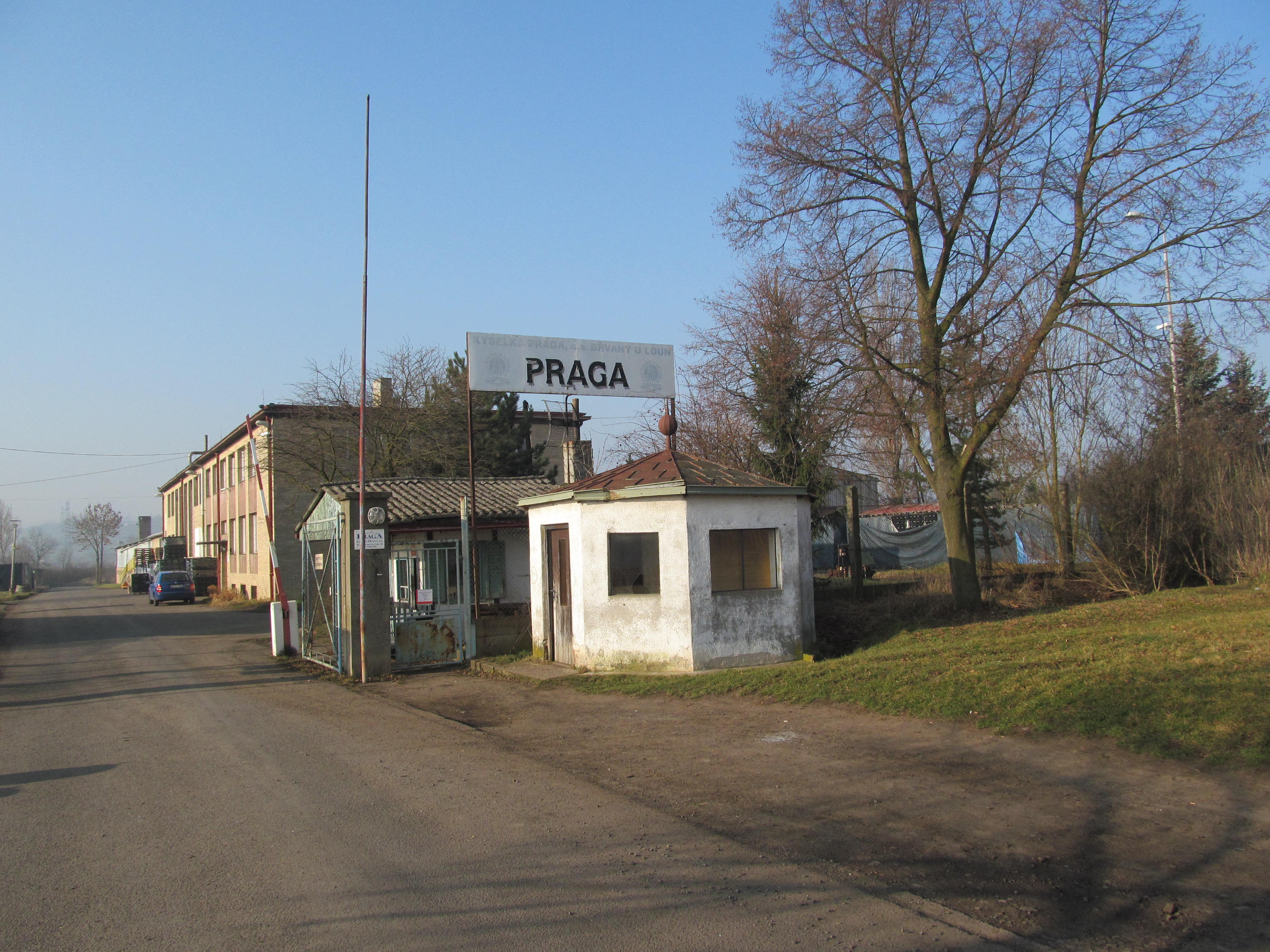
Stáčírna minerálky Praga ve Břvanech

Praga (dříve Trautzelquelle) je minerální voda hydrochemického typu HCO3-SO4-Na-Ca-Mg, která pochází z obce Břvany v okrese Louny. Minerálka byla stáčena do listopadu 2005, od té doby je areál využíván jen jako mezisklad firmy Karlovarská Korunní.

## Historie
Nejstarším známým zdrojem minerální vody v Břvanech byla Stará obecní studna. Roku 1910 nechal G. Trautzel na protějším břehu potoka vyhloubit nový vrt. Zřídlo nazval Trautzelquelle a roku 1913 obdrželo od Místodržitelství Království Českého úřední statut léčivé vody. Od roku 1911 byly v okolí zřízeno několik mělkých vrtů, které však fungovaly jen krátkou dobu a z důvody ochrany zdroje byly převedeny na správu Schwarzenberských statků a postupně zlikvidovány. U Hrádeckého potoka byla ještě před první světovou válkou postavena stáčírna. Voda se tehdy prodávala pod značkami Regina, Perla Břvanská, Bohemia, Santos nebo Hilda.

### Názvy
- Trautzelquelle – první název po objevení Trautzelem
- Regina – jeden z prvních vrtů po roce 1911[3]
- Praga – název zavedený Schwarzenberskou správou roku 1922[3]
- Bohemia – zavedl kupec Weinrt roku 1933[3]
- Hilda – za okupace[3]
- Praga – od roku 1948[3]

### Kyselka Praga
V roce 1965 vznikl plnírenský závod a v rámci hydrogeologického průzkumu bylo zhotoveno šest vrtů o hloubce 30–40 metrů. Jako zdroj Pragy pro stáčírnu byly až do zavření závodu roku 2005 používány vrty BV-1 a BV-5. Před zavřením stáčírny byla Praga dostupná jako přírodní (resp. neochucená) a v příchutích citrónu, pomeranče, lipového květu a grapefruitu. Mimo kyselku dodával výrobce i ochucené limonády v 1,5 litrovém balení (citron, pomeranč, grapefruit, cola, multivitamín) a 2l limonády XXLimo se sníženým obsahem cukru (citron, pomeranč, grapefruit a cola).
Po uzavření plnírny je přírodní kyselka dostupná veřejnosti v odběrném altánu před areálem.

## Hydrogeologie
Výskyt kyselky je vázán na systém zlomů, které člení hrásťovou vyvýšeninu ohraničenou ranským zlomem na jihu a liběchovickým zlomem na severu. Minerální voda vzniká v cenomanském kolektoru tvořeném tvořeném rozpadavými pískovci, odkud stoupá až do kvartérních sedimentů, ve kterých byla poprvé zastižena v mělkých studních.

## Složení
Minerálka se před lahvováním odželezňovala a dosycovala oxidem uhličitým.
| [mg/l] | Celková mineralizace | CO2     | Mg2+ | Ca2+  | Na+   | K+ | Fe2+     | F−   | Cl−   | HCO3− | SO4− |
| ------ | -------------------- | ------- | ---- | ----- | ----- | -- | -------- | ---- | ----- | ----- | ---- |
| Praga  | 1964                 | 2000 ¹) | 88,5 | 201,7 | 196,6 |    | 0,017 ²) | 1,76 | 28,34 | 824   | 623  |

¹) pro přírodní (nezpracovanou) vodu

²) pro zpracovanou (odželezněnou) vodu